# Leo I van Armenië
Leo I of Leon I (Armeens: Լևոն Ա, Levon I) (overleden 14 februari 1140) was prins van Armeens Cilicie van 1129 tot zijn dood in 1140.

## Levensloop
Leo I poogde net als zijn voorgangers zijn vorstendom uit te breiden, door de grenzen wat op te stuwen. Langs de Mediterrane kust wist hij Korikos te veroveren, en vervolgens nam hij de steden Tarsus, Adana en Mamistra in, wat hem in conflict bracht met de kruisvaarders omdat die deze steden als hun eigendom zagen. Zeker als Saravantikar wordt ingenomen, wordt Leo voor zijn bedrog gevangengenomen door Raymond van Poitiers. Mits 60.000 dinars, de teruggave van de steden Mamistra en Adana en de belofte de kruisvaarders bij te staan in hun conflict met het Byzantijnse Rijk, mag hij weer vrij man zijn. Leo gaf toe aan de voorwaarden maar eenmaal teruggekeerd in zijn domein, kwam hij terug op zijn beslissing en heroverde alle steden weer.

Cilicisch Armenië

Leo forceerde zelfs een aanval op Antiochië. Dit conflict liep tussen 1135 en 1137, maar Jocelin II van Edessa wist de woede tussen de twee staten te sussen, om zo een mogelijke alliantie te vormen tegen keizer Johannes II Komnenos van het Byzantijnse Rijk. Deze keizer had zijn ogen gericht op de Armeense staat omdat die steeds meer grondgebied innam. In hetzelfde jaar (1137) wist Komnenos, Korikos terug te veroveren met daarna de steden Tarsus, Adana, Mamistra, Til Hamdoun en Anazarbe. Leo moest vluchten en trok het Taurus-gebergte in, samen met zijn tweede vrouw en kinderen, maar de nederzettingen aldaar Gaban en Vakha vielen ook snel (1138) en ze werden gevangengenomen. Leo, zijn vrouw en kinderen werden naar Constantinopel gebracht. Leo overleed in gevangenschap in 1140 (zijn zoons uit zijn eerste huwelijk hadden hun toevlucht gezocht in Edessa).

## Familie
Leo was een zoon van Constantijn I, een broer van Thoros I, en een oom van Constantijn II. Zijn neef Constantijn (II) werd in 1129 vergiftigd en Leo werd ervan verdacht hierbij betrokken te zijn geweest.
Hij had vier kinderen bij zijn eerste vrouw Beatrix van Rethel, een dochter van Hugo I van Rethel:
1. een dochter, huwde Vasil Dgha
2. Constantine (1109 – 1144, Edessa)
3. Stephan (1110–1165), zijn twee zoons Ruben III en Leo II werden troonopvolgers.
4. Mleh ( 1120–1175)

Bij zijn tweede vrouw, naam onbekend maar waarschijnlijk een Armeense:
1. een dochter, moeder van de regent Thomas ( 1168–1169)
2. een dochter, huwde John Tzelepes Komnenos
3. Thoros II
4. Ruben (na. 1120–1141, Constantinopel), vermoord tijdens gevangenschap.
5. een dochter, moeder van Fulco van Bullion, Heer van Bagras